# Alfred Hamerlinck
Alfred Hamerlinck (Assenede, 27 de setembre de 1905 - Gant, 10 de juliol de 1993) va ser un ciclista belga que fou professional entre 1927 i 1936.
Durant la seva carrera esportiva aconseguí més de 50 victòries, destacant dues etapes al Tour de França de 1931 i el Gran Premi Wolber de 1929.

## Palmarès
- 1927
  - 1r al Gran Premi de Primer de maig d'Hoboken
  - Vencedor d'una etapa al Circuit du Midi
- 1928
  - Campió de Flandes Oriental
- 1929
  - Campió de Flandes Oriental
  - 1r al Gran Premi Wolber
  - 1r a la Copa Sels
  - 1r al Circuit de Dendre
- 1930
  - 1r al Campionat de Flandes
  - 1r a l'Anvers-Namur-Anvers
  - 1r a la Brussel·les-Oostende
  - 1r al Gran Premi de Wanze
- 1931
  - Vencedor de 2 etapes al Tour de França i portador del mallot groc per un dia
  - Vencedor de 2 etapes a la Volta a Bèlgica
  - 1r al Circuit de París
  - 1r al Gran Premi de St.Michel i vencedor de dues etapes
- 1932
  - 1r al Circuit de les Regions Flamenques
  - 1r al Gran Premi de Timbre Vert a Lier
  - 1r al Gran Premi del Nord a Ertvelde
- 1933
  - Campió de Flandes Oriental
  - 1r al Gran Premi del Nord a Ertvelde
  - 1r al Stadsprijs Geraardsbergen
- 1934
  - 1r al Critèrium d'Aalst
  - 1r al Stadsprijs Geraardsbergen
- 1935
  - 1r a les Sis hores de Brussel·les

### Resultats al Tour de França
- 1931. Abandona (12a etapa). Vencedor de 2 etapes. Porta el mallot groc durant 1 etapa